# Mission des Nations unies en République centrafricaine

République centrafricaine

La Mission des Nations unies en République centrafricaine (MINURCA) est une opération de maintien de la paix des Nations unies qui s'est déroulée d'avril 1998 à février 2000 dans la République centrafricaine.

## Historique
La mission est créée le 27 mars 1998 par la résolution 1159 du Conseil de sécurité des Nations unies en prenant la suite du Mandat de la force interafricaine chargée de la surveillance des Accords de Bangui (MISAB). La mission a pris fin le 15 février 2000 en étant remplacé par le Bureau intégré de l'organisation des Nations unies en Centrafrique (BONUCA).